# Chiesa di San Michele in Borgo
La chiesa di San Michele in Borgo si trova in Borgo Stretto a Pisa.

## Storia
La chiesa, col monastero appartenuto prima ai monaci Benedettini e dal XII secolo ai Camaldolesi, fu edificata verso il 1016 e più volte ristrutturata, soprattutto a seguito dei bombardamenti aerei della seconda guerra mondiale. La facciata esterna, risparmiata dai bombardamenti, risale al XIII-XIV secolo, mentre l'interno ha un impianto dei secoli XI-XII e si presenta comunque molto rimaneggiato.
Nel coro della chiesa si tennero le sessioni iniziali del Conciliabolo di Pisa, prima che venisse trasferite nella Cattedrale.

## Descrizione

### Esterno
La facciata, in stile Romanico Pisano con influenze gotiche, ha la parte inferiore del XIII secolo, mentre quella superiore a loggette risale al XIV secolo, come il tabernacolo con la Madonna col Bambino, angeli e l'abate offerente di Lupo di Francesco (copia, l'originale si trova al Museo di San Matteo). Sulla facciata si leggono scritte seicentesche per l'elezione del rettore dell'Università. 

### Interno
Il monumentale interno, molto rimaneggiato, è a tre navate ed otto campate ed è coperto a capriate nella navata centrale, mentre le capriate originali delle navate laterali sono state sostituite da altre coperture nei secoli successivi. La navata centrale è delimitata da otto archi a tutto sesto, di cui gli ultimi tre rialzati per rispettare l'innalzamento della zona sotto l'altare, a sua volta poggiante sulla cripta del XI-XII secolo. La quinta delle sette colonne è sostituita con un sottile pilastro a base quadrata.
L'interno conserva un Crocifisso in marmo attribuito a Nino Pisano (XIV secolo), collocato all’altare sinistro. L'altare maggiore in marmo policromo settecentesco reca la Madonna col Bambino e i Santi Lorenzo, Giovanni Battista, Francesco, Chiara, Giovanni Evangelista e Vito, dipinta tra 1572 e 1574 da Baccio Lomi per l'altare maggiore del monastero delle Clarisse di San Lorenzo alla Rivolta. 
Vi sono dipinti minori sulle pareti laterali quali la Concezione tra Sant'Anna e San Gioacchino di Matteo Rosselli (1627), le Quattro Virtù Cardinali di Aurelio Lomi (1605), la Presentazione al Tempio, ancora di Aurelio Lomi 1611), il Risposo della Santa Famiglia di Giuseppe Melani (1733) il San Michele Arcangelo della scuola di Aurelio Lomi (1651) e infine resti di affreschi del XIII secolo, come il suggestivo Affresco di San Michele posto su una lunetta in controfacciata. Altre opere sono più moderne (XVIII secolo e successivi)
I cinque sarcofagi romani una volta presenti all’interno, sono stati trasferiti nel Camposanto Monumentale. I frammenti del pulpito trecentesco, attributo da alcuni ad Andrea Pisano, sono nel Museo nazionale di San Matteo.
La cripta con volte a crociera e capitelli romani, situata al di sotto del presbiterio, presenta affreschi di animali ideali, tra cui l'ippogrifo, il leone, l'aquila e il cavallo alato marino. Fu dettagliatamente descritta la prima volta nel 1791 dallo storico e illustratore pisano Alessandro da Morrona nella sua opera Pisa Illustrata. La cripta è accessibile da un'apertura sul retro dell'abside della chiesa, ma è ormai allagata da anni.
Il chiostro e il monastero benedettino una volta contigui alla chiesa sono stati distrutti dai bombardamenti o abbattuti e a loro posto è stato edificato (anche se non ancora ultimato) il complesso noto come Mattonaia realizzato su progetto dell’architetto Massimo Carmassi e i cui lavori iniziati nel 1986 non sono stati ancora completati.

## Galleria d'immagini

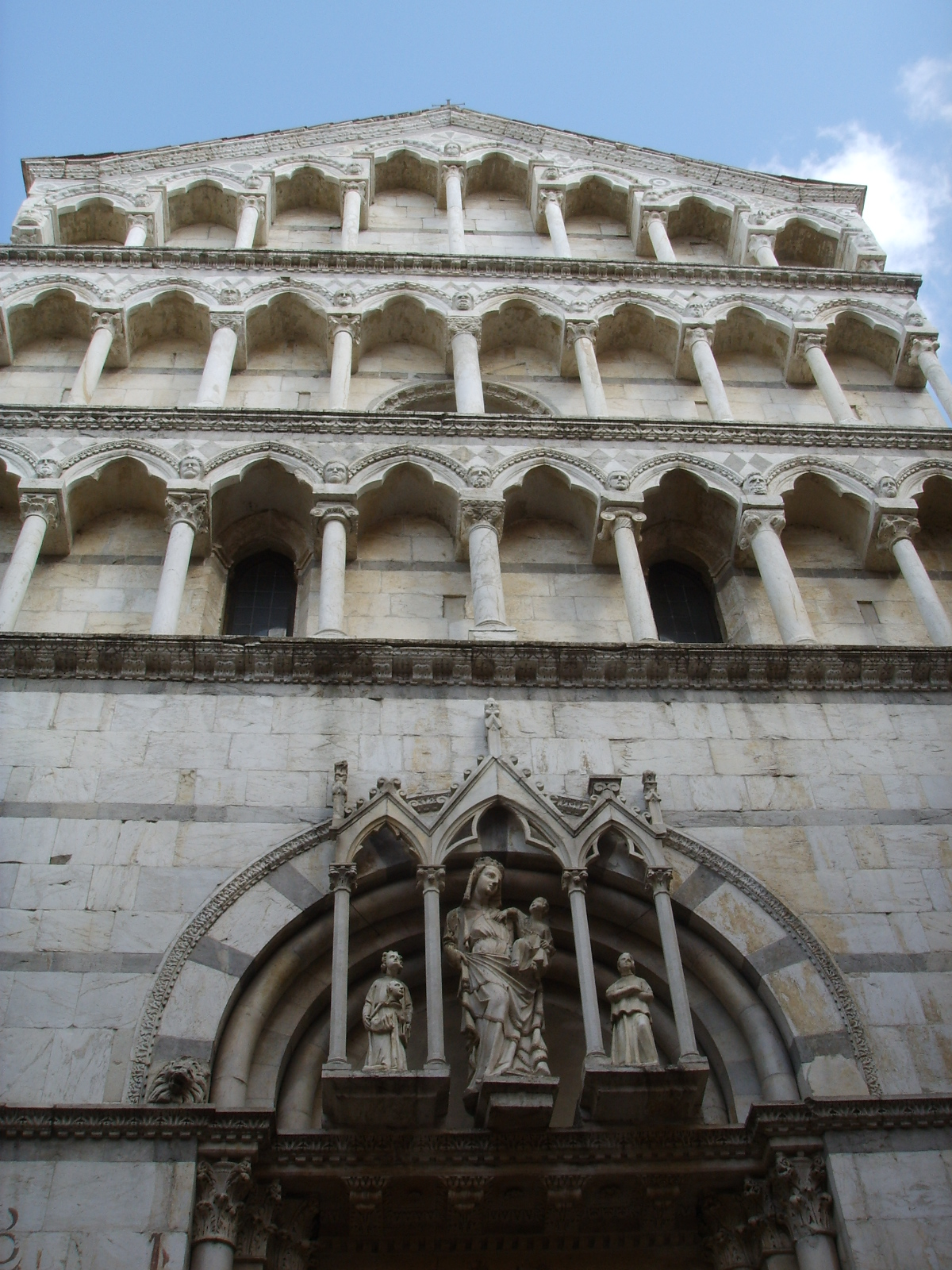
Dettaglio della facciata
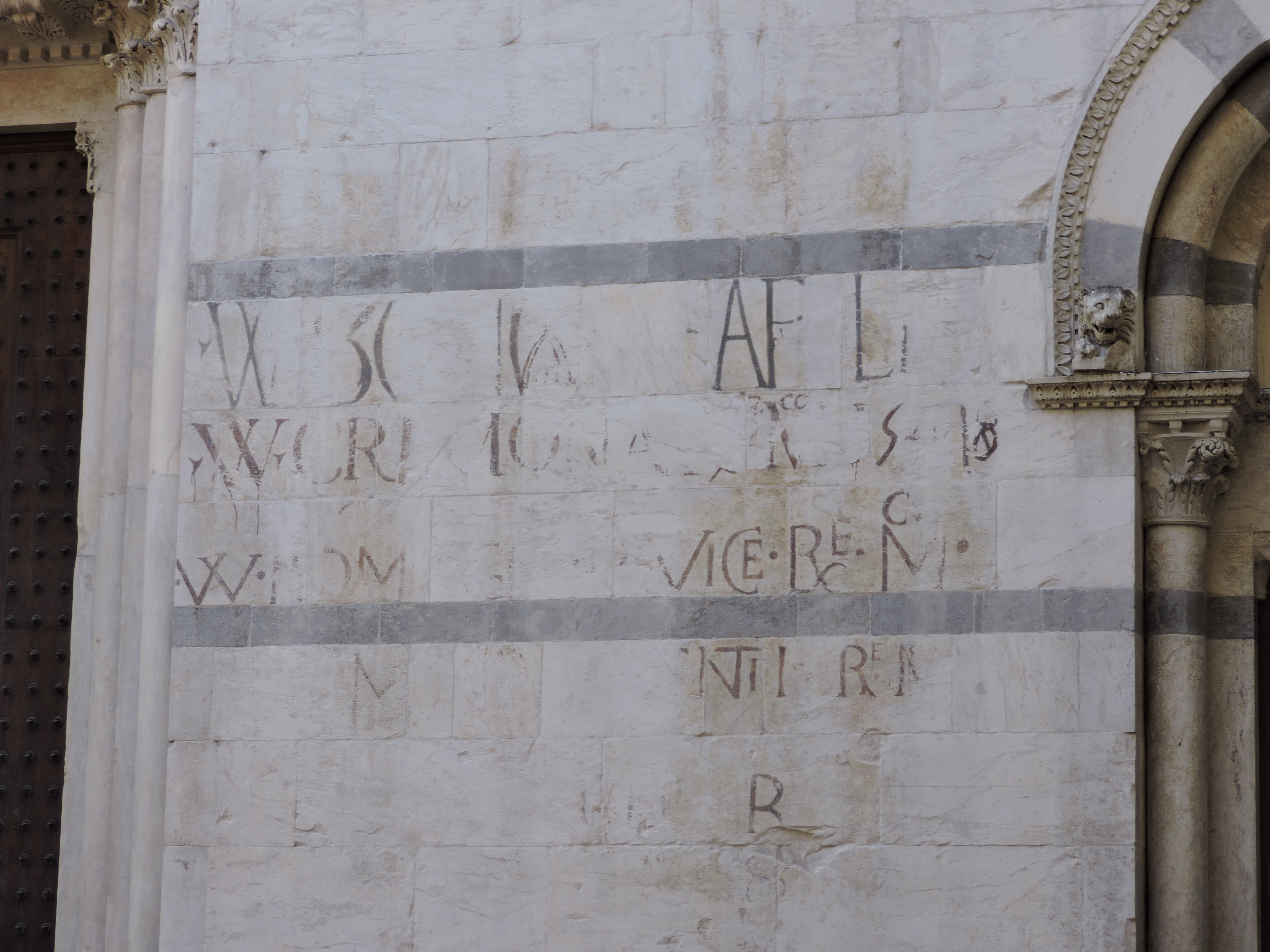
Le scritte sulla facciata
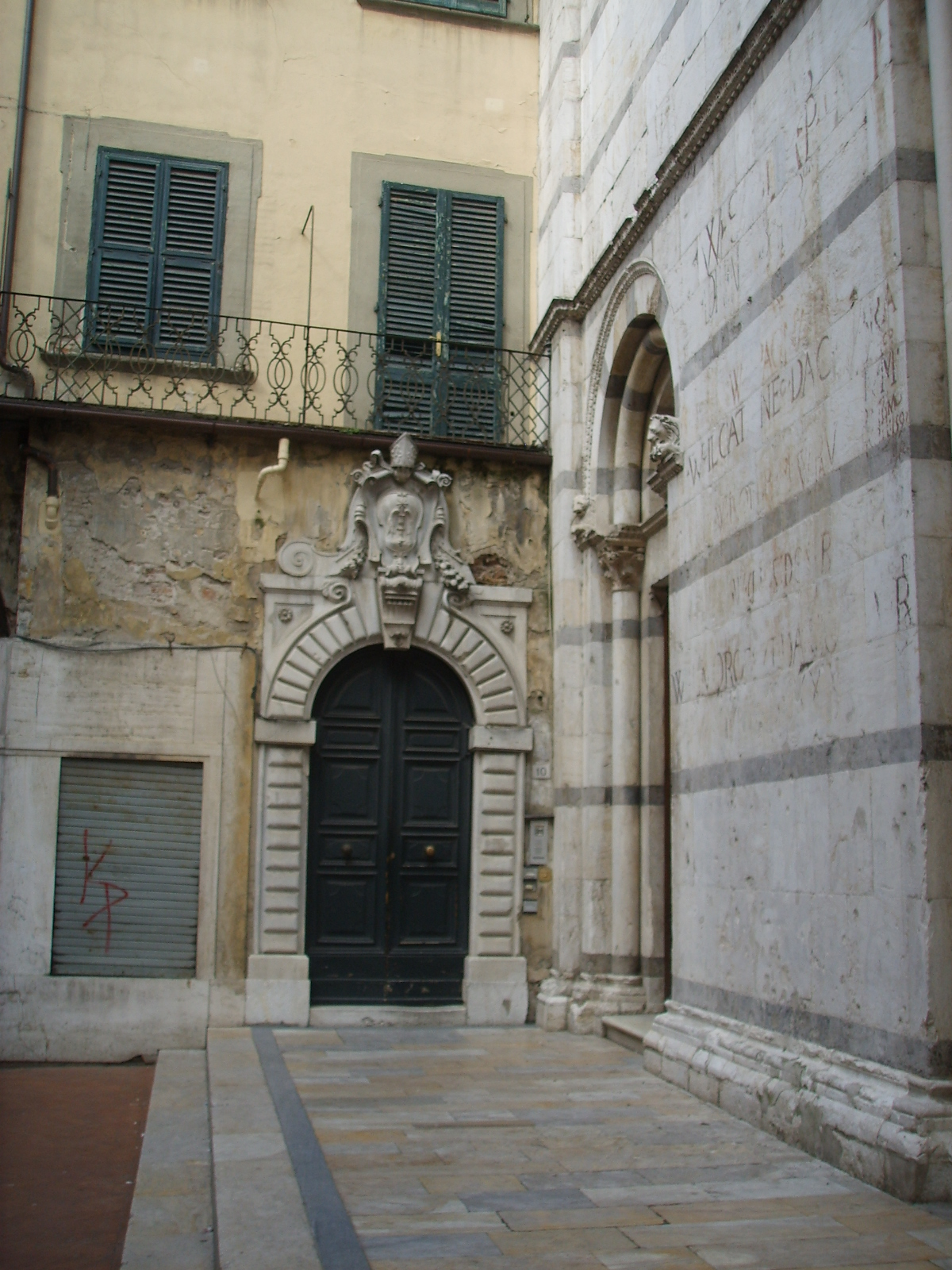
Porta della canonica
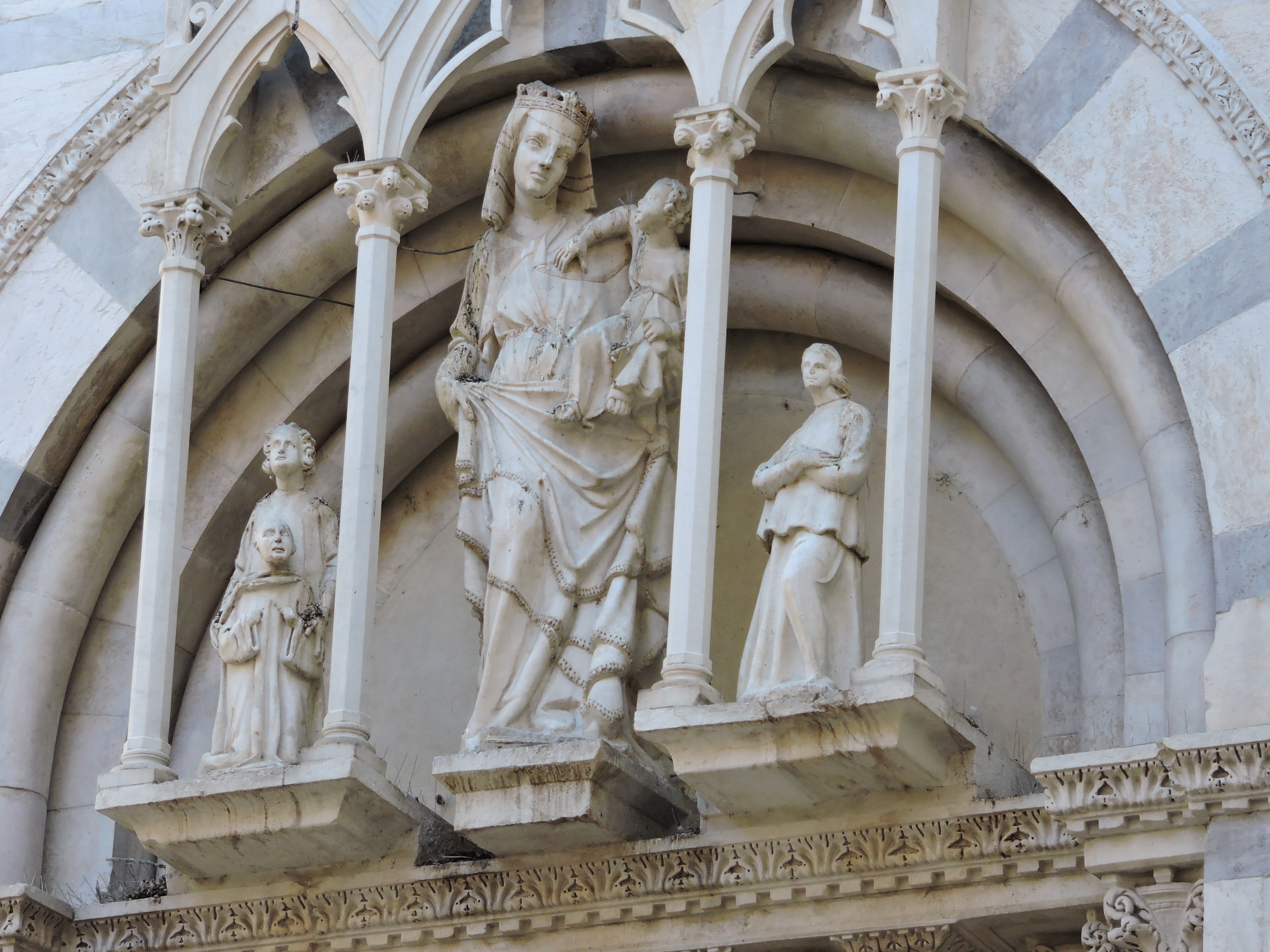
Tabernacolo sulla facciata
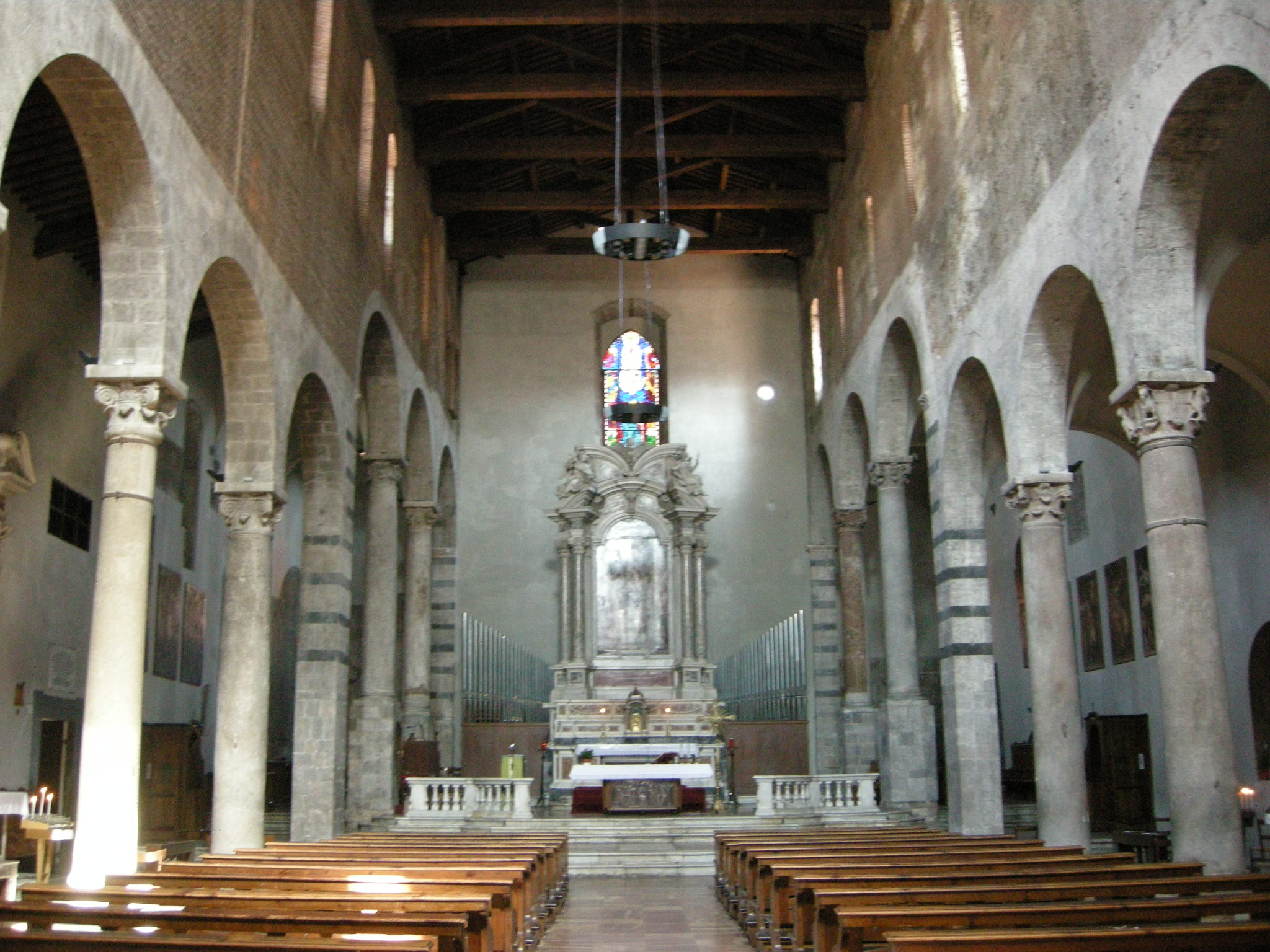
Interno